# 富久町
富久町（とみひさちょう）は、東京都新宿区の町名。住居表示実施済み。丁番の設定がない単独町名である。

## 地理

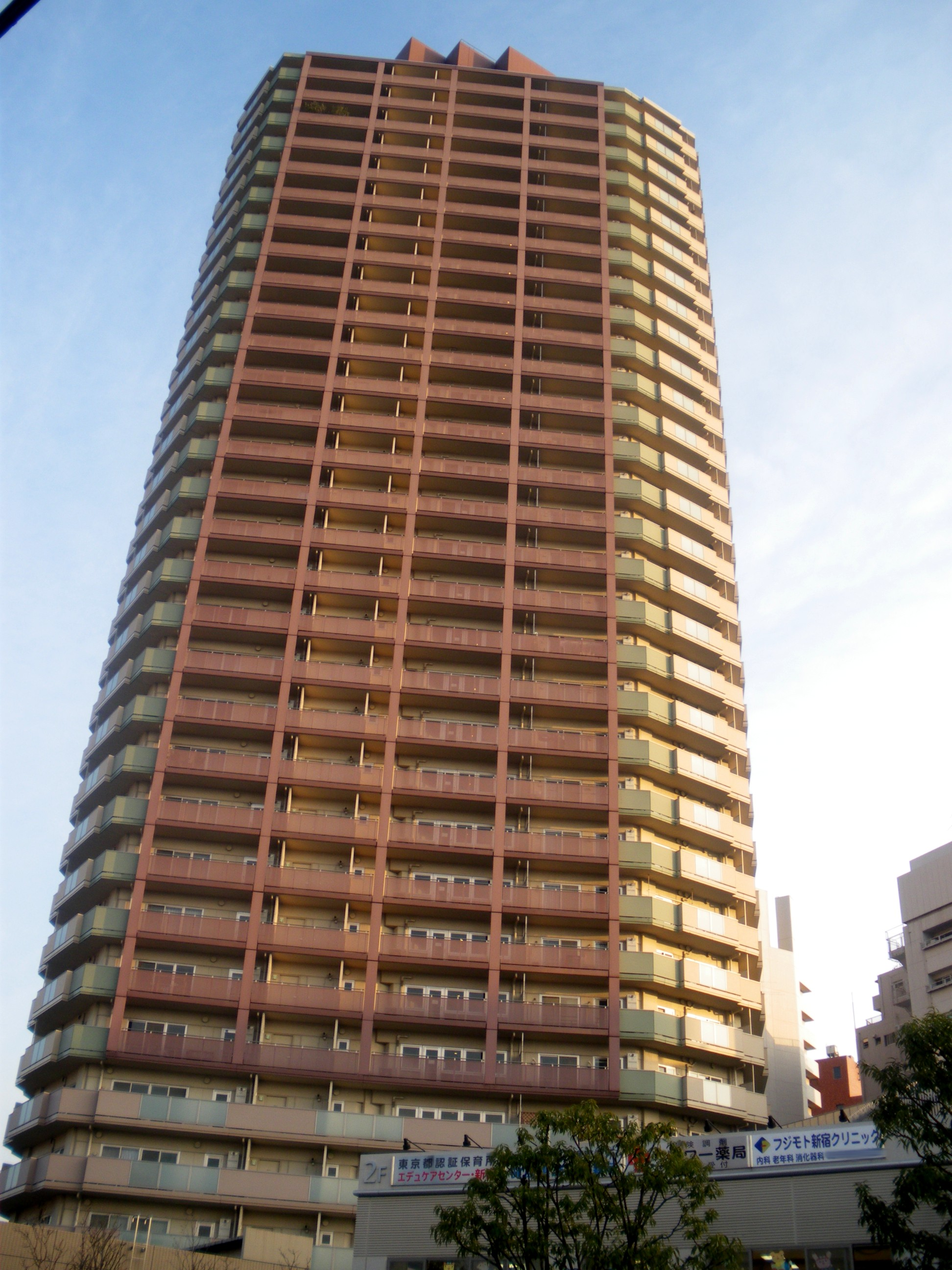
ローレルコート新宿タワー

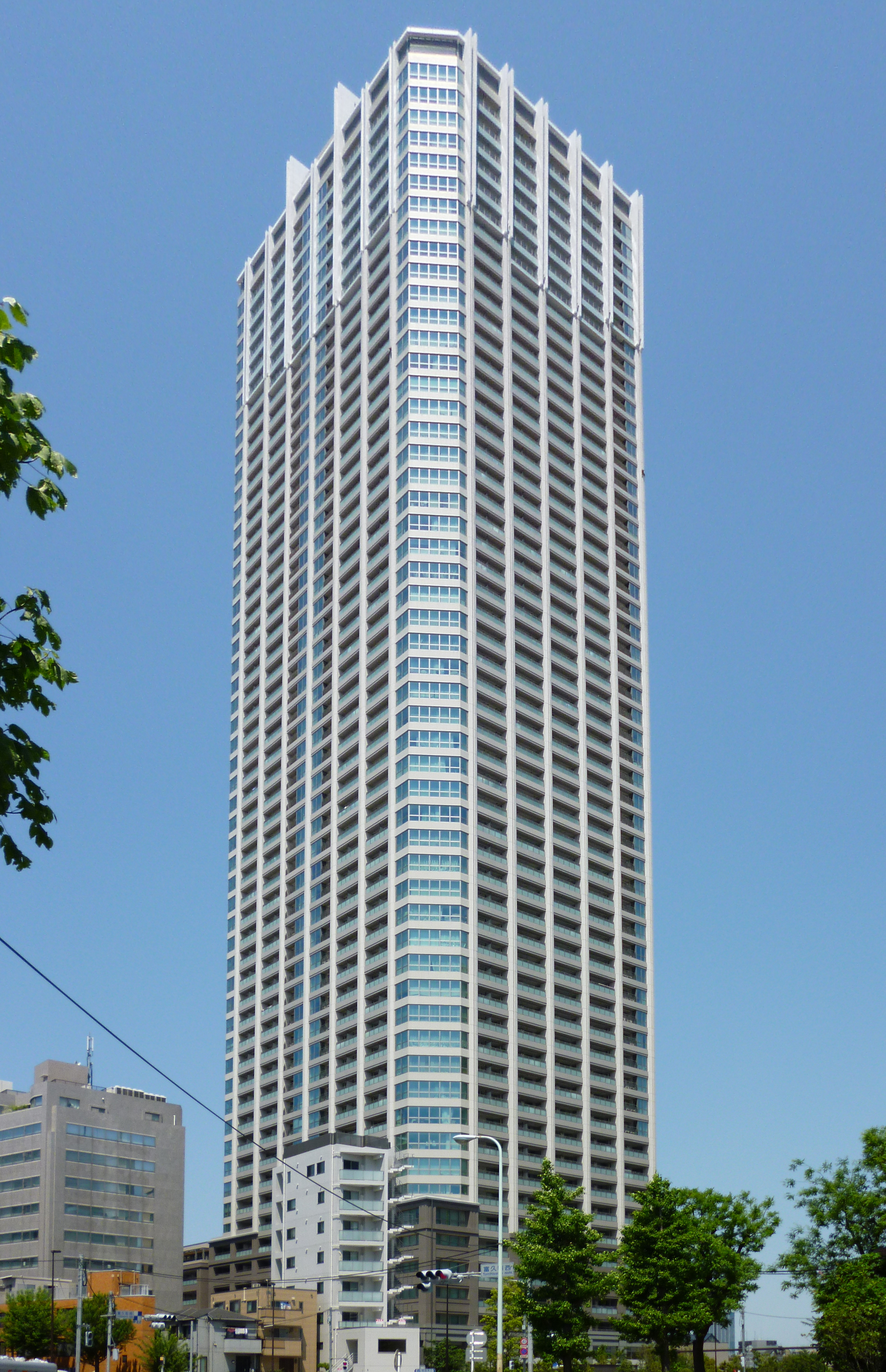
富久クロスコンフォートタワー

東京都新宿区のほぼ中央部に位置する。旧牛込区の牛込地域で、町域の北東から東は新宿区余丁町・市谷台町・住吉町に接し、町域の南は同区愛住町・四谷四丁目・新宿一丁目に、西は新宿五丁目・六丁目にそれぞれ接する。
町域南端付近は靖国通りに接している。外苑西通りが町域内の靖国通りにある富久町西交差点を始点にして南に向かって伸びている。
町域内は主に住宅地として利用される。富久町の一部はバブル時代に地上げが行われて多くの家屋が立ち退き、バブル崩壊後虫食い状態になっていた。そこで、都市再開発が行われ、2002年に外苑西通り東側の地上げ跡地に超高層マンションのローレルコート新宿タワーが建った。また、外苑西通り西側の西富久地区では、早稲田大学の協力の元、再開発が行われ、2015年に富久クロスが完成した。

### 地価
住宅地の地価は、2025年（令和7年）1月1日の公示地価によれば、富久町32-6の地点で90万9000円/m2となっている。

## 歴史
1983年の住居表示実施までは、ほぼ全域が市谷冨久町（いちがやとみひさちょう、この冨久の「冨」はワかんむり）であった。市谷冨久町は公称地名としては消滅しているが、バス停の名称などで見かけられる（但し、バス停名の表記は「市ヶ谷富久町」である）。

### 地名の由来
明治時代に町が成立した時、「久しく富む町」という住民の願いから付けられたものといわれている。

### 町名の変遷
- 江戸時代 - 市ヶ谷自証院門前・市ヶ谷修業院門前・市ヶ谷薬王院門前・武家地・寺地
- 1872年7月 - 上記の区域をもって牛込区市ヶ谷冨久町が成立（のちに市谷冨久町に変更）。
- 1983年8月 - 住居表示が実施され、市谷冨久町の大部分と市谷台町・余丁町の各一部をもって富久町が成立する（この際市谷の冠称が除かれた理由は不明）。なお、市谷冨久町の残余は1986年11月、余丁町及び住吉町のうちとなり消滅した。

## 世帯数と人口
2025年（令和7年）3月1日現在（新宿区発表）の世帯数と人口は以下の通りである。
- 世帯数 : 4,266世帯
- 人口 : 7,182人

### 人口の変遷
国勢調査による人口の推移。
| 年                 | 人口  |
| ------------------ | ----- |
| 1995年（平成7年）  | 4,801 |
| 2000年（平成12年） | 4,825 |
| 2005年（平成17年） | 5,270 |
| 2010年（平成22年） | 5,162 |
| 2015年（平成27年） | 5,729 |
| 2020年（令和2年）  | 7,407 |

### 世帯数の変遷
国勢調査による世帯数の推移。
| 年                 | 世帯数 |
| ------------------ | ------ |
| 1995年（平成7年）  | 2,429  |
| 2000年（平成12年） | 2,600  |
| 2005年（平成17年） | 2,898  |
| 2010年（平成22年） | 2,930  |
| 2015年（平成27年） | 3,071  |
| 2020年（令和2年）  | 4,336  |

## 学区
区立小・中学校に通う場合、学区は以下の通りとなる（2018年8月時点）。
| 番地            | 小学校             | 中学校             |
| --------------- | ------------------ | ------------------ |
| 8～9番          | 新宿区立四谷小学校 | 新宿区立四谷中学校 |
| 1〜7番 10〜41番 | 新宿区立富久小学校 | 新宿区立新宿中学校 |

## 交通

### 鉄道
鉄道駅はないが、東京メトロ丸ノ内線新宿御苑前駅・都営新宿線曙橋駅・都営大江戸線若松河田駅などが利用可能な範囲にある。

### 道路
- 東京都道302号新宿両国線（靖国通り）
- 東京都道418号北品川四谷線（外苑西通り）

## 事業所
2021年（令和3年）現在の経済センサス調査による事業所数と従業員数は以下の通りである。
- 事業所数 : 243事業所
- 従業員数 : 4,759人

### 事業者数の変遷
経済センサスによる事業所数の推移。
| 年                 | 事業者数 |
| ------------------ | -------- |
| 2016年（平成28年） | 190      |
| 2021年（令和3年）  | 243      |

### 従業員数の変遷
経済センサスによる従業員数の推移。
| 年                 | 従業員数 |
| ------------------ | -------- |
| 2016年（平成28年） | 3,903    |
| 2021年（令和3年）  | 4,759    |

## 施設
- 富久クロス
- 東洋美術学校
- 成女学園中学校・成女高等学校
- 東京都立総合芸術高等学校 - 小石川工業高等学校跡地に開校。

### かつて存在した施設
- 市ヶ谷刑務所
- 東京都立小石川工業高等学校

## 出身および在住の著名人
- 野添ひとみ
- ルー大柴
- たこ八郎
- 山本耕史

## その他

### 日本郵便
- 郵便番号 : 162-0067[3]（集配局 : 牛込郵便局[15]）。